# Red Española de Albergues Juveniles

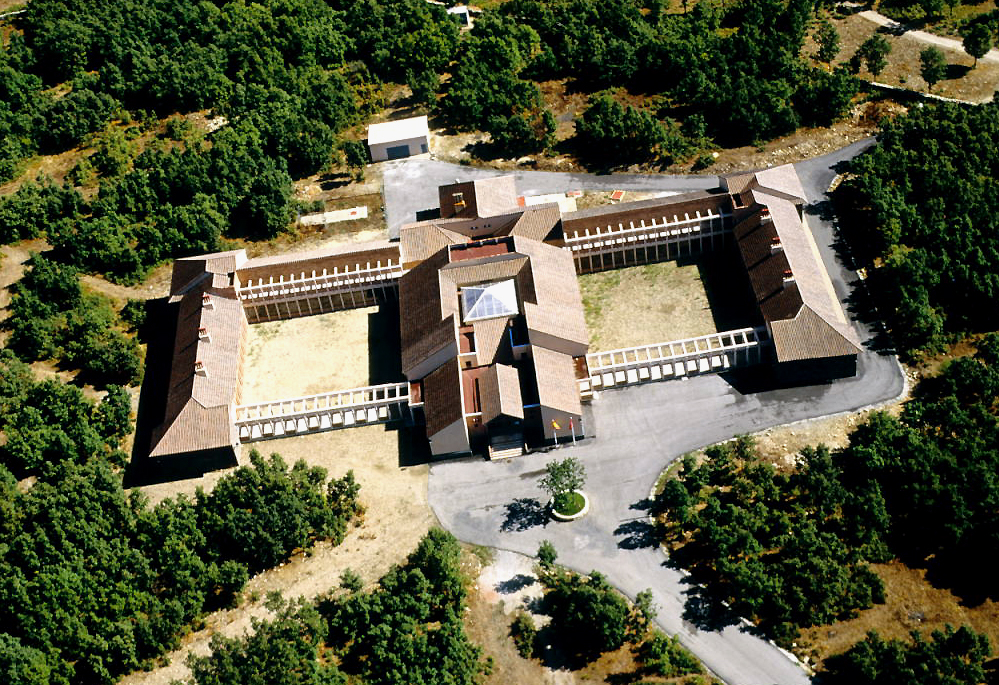
Albergue juvenil de Los Batanes. Rascafría (Madrid, España)

La Red Española de Albergues Juveniles, también conocida como REAJ es un consorcio creado en el año 2000 para la presencia y promoción del Alberguismo Juvenil mediante un convenio entre la Administración del Estado (por medio del Instituto de la Juventud) y todas las comunidades autónomas. Integra 295 albergues juveniles distribuidos en las 17 comunidades autónomas y en la ciudad autónoma de Melilla.
REAJ forma parte de Hostelling International (HI), conocida formalmente  como International Youth Hostel Federation (IYHF), a la que pertenecen 93 países poniendo a disposición de los usuarios más de 4.000 albergues juveniles.

## Albergues Juveniles
Los albergues juveniles son establecimientos que se caracterizan por ofrecer alojamiento a precio asequible.  A pesar de su nombre, su uso no se restringe a las personas jóvenes. REAJ cuenta con 295 albergues distribuidos en toda España, los cuales ofrecen habitaciones de diferentes capacidades (individuales, dobles, triples, cuádruples, etc.) Sus precios varían en función del albergue que se trate, ya que existen albergues públicos (con precios públicos fijados por cada comunidad autónoma), albergues privados y albergues públicos con gestión privada.
Todos los albergues juveniles pertenecientes a la Red (tanto en España como a nivel internacional) deben cumplir unos estándares de calidad que son establecidos por Hostelling International. En el caso de REAJ, además de los estándares de Hostelling International los albergues deben cumplir también una serie de requisitos adicionales que establecen las comunidades autónomas complementando y completando esos estándares generales, ya que de acuerdo con lo establecido en los Estatutos de Autonomía de cada una de las comunidades autónomas, éstas tienen competencia exclusiva en materia de juventud (y por tanto en materia de albergues juveniles).                                                                                                  

## Afiliación
El instrumento de afiliación a REAJ es el Carné de Alberguista. Este Carné es un requisito imprescindible para poder acceder a cualquier albergue de REAJ. Tiene validez internacional, por lo que puede utilizarse en cualquier albergue de Hostelling International. Además, existe un programa de descuentos para socios que incluye ventajas en empresas de transporte, restaurantes y ocio. Existen diferentes modalidades del Carné de Alberguista: joven, adulto, familiar y grupo.